# Лисичка та журавель

Обкладинка книги «Лисичка та журавель», видавництво «Фоліо», 2015 рік

«Лисичка та журавель» — назва української казки, байки з різними сюжетними лініями, що відома під однаковою чи схожою назвою. Варіант «Лисиці та Журавля» переказує Ірина Желєзнова. Варіант під назвою «Лисиця та журавель» був перероблений Іваном Франком.

## Сюжет

### Народні інтерпретації
Лисичка та журавель почали товаришувати. Спочатку Лисичка запросила Журавля на гостину, але вирішила схитрувати — розмазала кашу по тарілці так, що гість не зміг її з'їсти. Потім Журавель запросив Лисичку в гості та вирішив їй відплатити тим же;— насипав кашу в глечик з вузьким горлечком. Лисичка пробувала дістатися до каші та застрягла. Поки намагалася вибратися, натрапила на пастухів. Ті її запримітили та побили так, що та ледве встигла втекти. З того часу дружба між Лисичкою й Журавлем зруйнувалася. Лисиця втекла до лісу і більше з Журавлем не зустрічалась.

### Лисиця та Журавель (Іван Франко)
Лисиця (лисиця) і Журавель (журавель) дружили. Одного разу Лисиця запросила Журавля приєднатися до неї на обід, пообіцявши все, що має. Коли Журавель прибув, він побачив, що Лисиця приготувала їжу з каші. Своїм довгим дзьобом Журавель не міг з'їсти каші. Тим часом Лисиця їла кашу, поки вона вся не закінчилася, облизуючи тарілку, а потім попросила вибачення у Журавля, бо в неї більше не було їжі. Журавель подякував Лисиці, а потім запросив Лисицю на обід наступного дня.
Наступного дня Лисиця прибула і знайшла їжу з м'яса, квасолі, буряків і картоплі, яку Журавель нарізав на дрібні шматочки й поклав у високий горщик із вузькою шийкою. Лисиця спробувала їсти, але не могла дотягнутися до високого горщика ні ротом, ні лапою. Тим часом Журавель своїм довгим дзьобом витягав шматок за шматком, поки все не було закінчено. Потім Журавель попросив вибачення у Лисиці, що вся їжа зникла. Очікуючи повного обіду, Лисиця роздратована пішла і припинила дружбу з Журавлем.

### Лисиця і Журавель (Ірина Желєзнова)
Лисиця (лисиця) і Журавель (журавель) зустрічаються в лісі. Журавель просить Лисицю дати йому притулок на зиму, а взамін Журавель обіцяє Лисиці навчити її літати. Обидва погоджуються на угоду, Лисиця та Журавель живуть разом у норі Лисиці.
Згодом мисливці знаходять нору і починають копати, щоб зловити їх. Лисиця запитує Журавля, чи знає він спосіб врятувати їх, на що Журавель відповідає, що знає десять різних способів. Натомість Лисиця відповідає, що вона знає лише один спосіб. Лисиця продовжує запитувати Журавля, скільки способів він знає, і Журавель відповідає так само, за винятком того, що кожного разу він каже, що знає на один спосіб менше, ніж коли його запитували раніше. Коли Журавель відповів, що знає лише один спосіб врятувати їх, Лисиця попросила журавля сказати Лисиці, що їй слід робити. Журавель відповідає, що він прикинеться мертвим на верхівці нори. Коли мисливці побачать, що Журавель мертвий, вони відволічуться, і в цей час Лисиця зможе втекти, а Журавель полетить геть. Вони здійснюють свій задум, і все працює за планом. І Лисиця, і Журавель тікають.
Згодом Лисиця знаходить Журавля і просить його виконати свою обіцянку — навчити її літати. Журавель бере Лиса на спину, злітає на висоту будинку і впускає. Журавель запитує Лисицю, яка не постраждала, як йому сподобалося літати. Лисиця відповідає, що їй сподобалось літати. Журавель знову бере Лисицю на спину і злітає на висоту хмар, а потім знову впускає Лисицю. Журавель летить вниз і питає Лисицю, як їй сподобалося літати, але відповіді не отримує, бо Лисиця мертва. Журавель зітхає і відлітає.

## Ідея казки
Чини з іншими так, як хочеш, щоб чинили з тобою.

## У масовій культурі

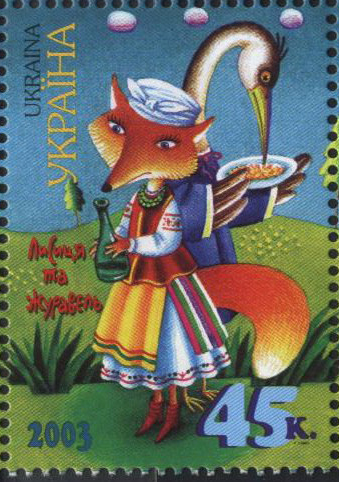
Лисиця та Журавель, Українська народна казка, Національна пошта України, Укрпошта, 2003

Українська народна казка «Лисиця та журавель» була представлена в серії національної поштової служби України «Укрпошта» 2003 року.